# Goiás (staat)
Goiás is een van de 26 deelstaten van Brazilië. De staat met de standaardafkorting GO heeft een oppervlakte van ca 340.112 km² en ligt in de regio Centraal-West.
Goiás grenst aan Tocantins in het noorden, Bahia in het noordoosten, Minas Gerais in het oosten en zuidoosten, Mato Grosso do Sul in het zuidwesten en Mato Grosso in het westen. Het Federaal District, met de Braziliaanse hoofdstad Brasilia, wordt bijna geheel omsloten door Goiás. In 2017 had de staat 6.778.772 inwoners. De hoofdstad is Goiânia. De staat heeft 3,3% van de Braziliaanse bevolking en produceert 2,7% van het BBP van het land.
Aanvankelijk was de staat bijna dubbel zo groot. In 1988 scheidde het noordelijke deel van de staat zich af en werd zo de staat Tocantins.

## Belangrijke steden
In orde van grootte:
| Stad                                            | Inwoners  |
| ----------------------------------------------- | --------- |
| Goiânia                                         | 1.466.105 |
| Aparecida de Goiânia                            | 542.090   |
| Anápolis                                        | 375.142   |
| Rio Verde                                       | 217.048   |
| Luziânia                                        | 199.615   |
| Águas Lindas de Goiás                           | 195.810   |
| Valparaíso de Goiás                             | 159.500   |
| Trindade                                        | 121.266   |
| Formosa                                         | 115.789   |
| Novo Gama                                       | 110.096   |
| Bron: (pt) IBGE - Populatie volgens census 2017 |           |

## Bestuurlijke indeling
De deelstaat Goiás is ingedeeld in 5 mesoregio's, 18 microregio's en 246 gemeenten.

## Economie
De dienstensector is met 43,9% de grootste component van het bbp, gevolgd door de industriële sector met 35,4%. Landbouw vertegenwoordigt 20,7% van het BBP (2004). Goiás export: soja 49,2%, vlees van vee 10,5%, goud 9,1%, ander vlees 7,5%, ijzer 7,4%, leer 4% (2002).
Aandeel van de Braziliaanse economie: 2,4% (2005).
Goiás is een leider in het land in de teelt van gewassen. In 2016 had Goiás de op twee na grootste vee kudde in Brazilië: 22,6 miljoen stuks vee.  Het aantal varkens in Goiás was ongeveer 2,0 miljoen stuks in 2015. De staat had de 6e grootste Braziliaanse kudde, 5% van de nationale kudde. Van de gemeenten in Goiás die opvielen, had Rio Verde de op twee na grootste nationale bevolking. In 2016 was Goiás de op drie na grootste melk producent, goed voor 10,1% van de melkproductie van het land. Het aantal kippen in de staat bedroeg 64,2 miljoen stuks in 2015. De productie van kippen eieren bedroeg dit jaar 188 miljoen tientallen. Goiás was de 9e grootste producent van eieren, 5% van de nationale productie.

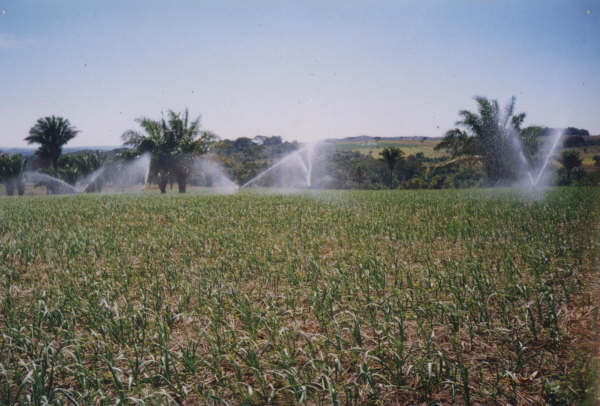
Geïrrigeerde knoflook in Goiás

De landbouw vertegenwoordigde in totaal 21% van het BBP van de staat. De staat Goiás onderscheidt zich door de productie van suikerriet, maïs, sojaboon, sorghum, bonen, zonnebloem, tomaat, knoflook, naast het produceren van katoen, rijst, koffie en tarwe. In 2019 was Goiás de Braziliaanse staat met de 4e hoogste graanproductie, 10% van de nationale productie. Goiás is de op een na grootste producent van suikerriet in het land, 11,3% van de nationale productie, met 75,7 miljoen ton geoogst in de oogst 2019/20. In hetzelfde jaar was het de vierde grootste producent van sojaboon, met 12,46 miljoen ton. Het heeft het nationale leiderschap in de productie van sorghum: het produceerde 44% van de Braziliaanse gewasproductie in de cyclus 2019/2020, met een oogst van 1,09 miljoen ton. In 2017 was het de 4e grootste producent van maïs in het land. De staat is ook de Braziliaanse leider in de productie van tomaten: in 2019 produceerde het meer dan 1,2 miljoen ton, een derde van de totale productie van het land.In 2019 werd Goiás de leider van de Braziliaanse productie van knoflook. Goiás was de 4e grootste producent van bonen in Brazilië in de oogst 2017/18, met 374 duizend ton, en heeft ongeveer 10% van de productie van het land. De staat staat ook op de 3e plaats in de nationale productie van katoen, maar de meeste nationale productie is van Mato Grosso en Bahia - Goiás heeft slechts 2,3% van de participatie. In zonnebloem was Goiás in 2020 de op één na grootste nationale producent, met 41,8%, en verloor alleen van Mato Grosso. In rijst is Goiás de 8e grootste producent in Brazilië, met 1% van de nationale productie.

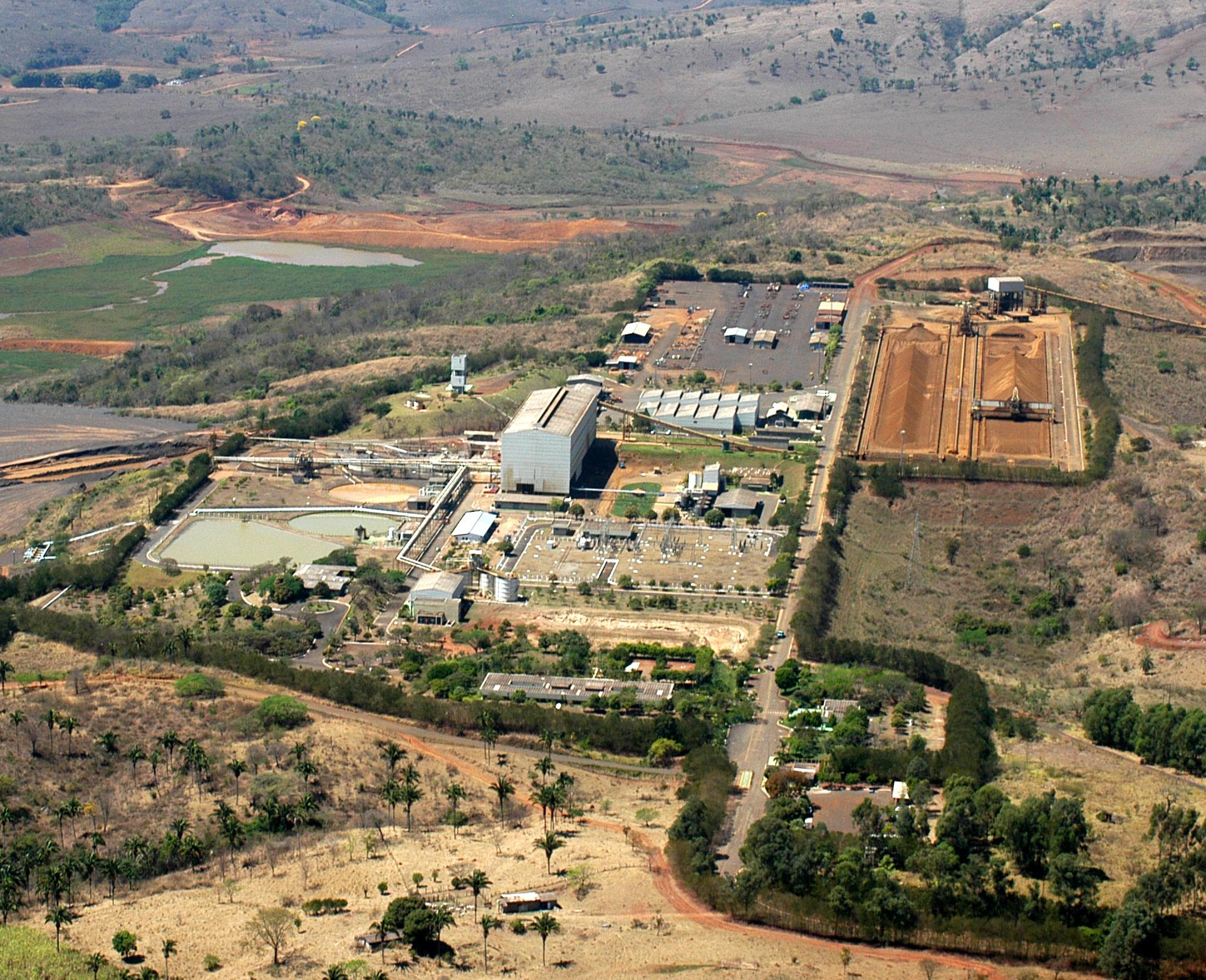
Chemisch-mineralencomplex van het bedrijf Fosfértil in het Catalão.

Mineralen zijn ook belangrijk omdat de staat een belangrijke producent is van nikkel, koper, goud, niobium en aluminium (bauxiet). Goiás had 4,58% van de nationale minerale participatie (3e plaats in het land) in 2017. Bij nikkel zijn Goiás en Pará de enige twee producenten in het land, Goiás is de eerste in productie en heeft 154 duizend ton gewonnen. met een waarde van R $ 1,4 miljard. In koper was het de op één na grootste producent van het land, met 242 duizend ton, met een waarde van R $ 1,4 miljard. In goud was het de vierde grootste producent van het land, met 10,2 ton, met een waarde van R $ 823 miljoen. In niobium (in de vorm van pyrochloor) was het de op één na grootste producent van het land, met 27 duizend ton, met een waarde van R $ 312 miljoen. In aluminium (bauxiet) was het de derde grootste producent van het land, met 766 duizend ton, met een waarde van R $ 51 miljoen.
Wat edelstenen betreft, is Goiás een van de smaragd producerende staten in Brazilië. Campos Verdes wordt beschouwd als de "hoofdstad van de smaragden". De staat heeft ook een bekende productie van toermalijn (Brazilië is een van de grootste producenten van dit juweeltje) en saffier (in een schaarse modus).

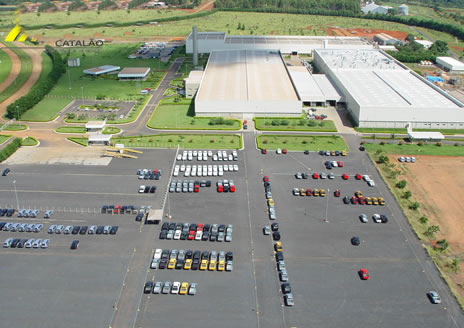
De Mitsubishi fabriek in Catalão

Het sterkst groeiende gebied in de staat is de industrie en handel. Goiás had in 2017 een industrieel bbp van R $ 37,1 miljard, wat overeenkomt met 3,1% van de nationale industrie. Het biedt werk aan 302.952 werknemers in de industrie. De belangrijkste industriële sectoren zijn: bouw (25,6%), voeding (25,2%), industriële openbare nutsvoorzieningen, zoals elektriciteit en water (17,2%), aardolieproducten en biobrandstoffen (7,4%) en chemicaliën (3,7%). Deze 5 sectoren concentreren 79,1% van de industrie van de staat.
Goiânia en Aparecida de Goiânia zijn centra geworden van voedselverwerkende industrieën, Anápolis van farmaceutische fabrieken. Rio Verde, in het zuidwesten, is een van de snelstgroeiende kleine steden met veel nieuwe industrieën in het gebied en Catalão is een metaal-mechanisch en chemisch centrum.
In Brazilië vertegenwoordigt de sector automobiel bijna 22% van het industriële bbp. Goiás heeft fabrieken van Mitsubishi, Suzuki en Hyundai.